# Amherst Villiers
Charles Amherst Villiers (9 de diciembre de 1900 - 12 de diciembre de 1991) fue un ingeniero automovilístico, aeronáutico y astronáutico inglés, conocido también por su faceta como retratista. Diseñó un coche para el piloto Malcolm Campbell que batió el récord mundial de velocidad en tierra, y también desarrolló el "Blower Bentley", un automóvil sobrealimentado conducido por el piloto Tim Birkin en los circuitos y por el agente secreto James Bond en la ficción. 

## Primeros años
Charles Amherst Villiers nació en Londres en 1900, hijo de Ernest Amherst Villiers y de Elaine Augusta Guest. Se educó en la Escuela Oundle y en el Gonville y Caius College de Cambridge. 

## Carrera

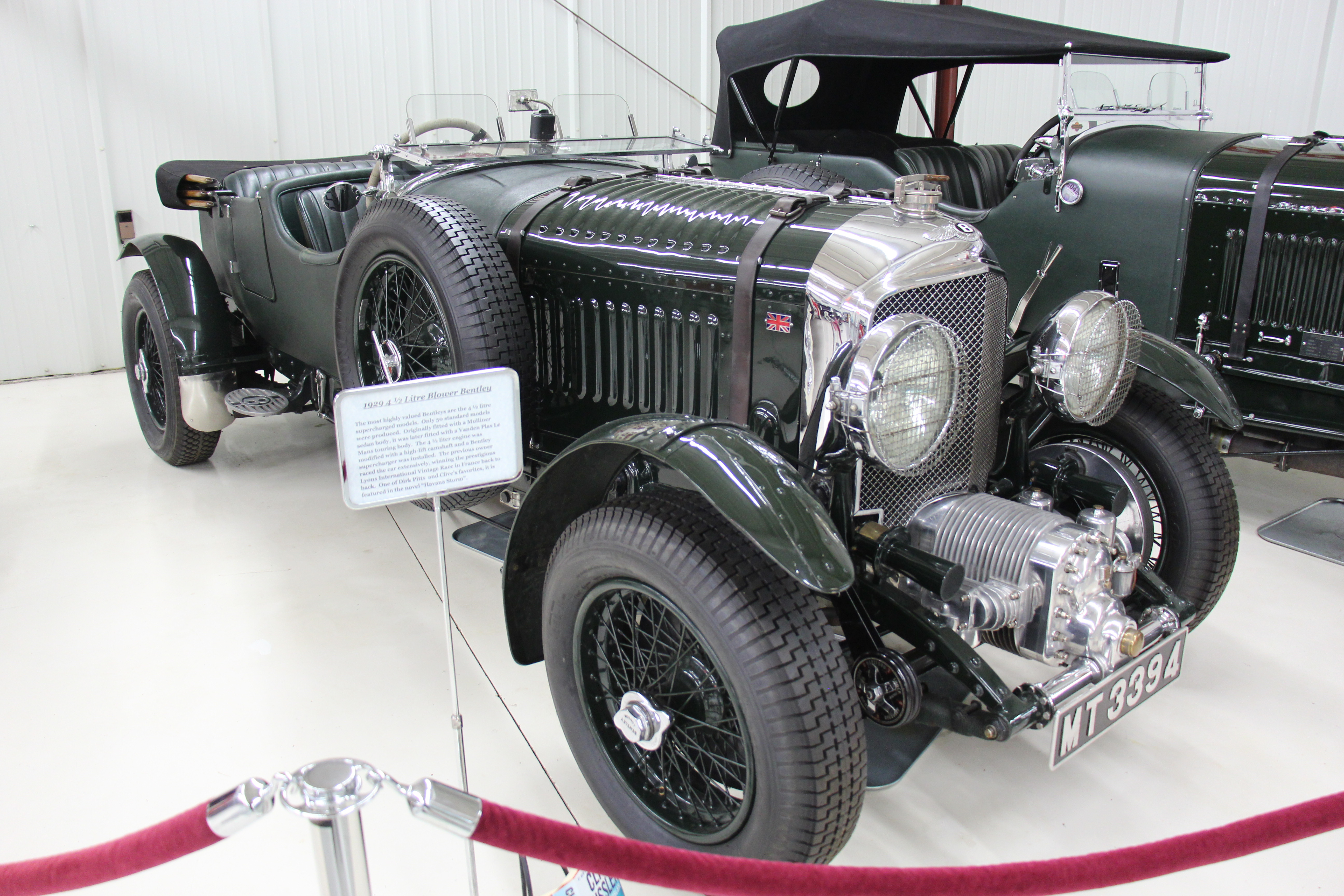
Blower Bentley

Comenzó su carrera automotriz modificando los Bugatti Brescia y sobrealimentando un Vauxhall para el piloto de carreras Raymond Mays. Diseñó el Napier-Campbell Blue Bird que Malcolm Campbell utilizó para batir en 1927 el récord mundial de velocidad en tierra con una velocidad media de 174,88 mph (281,44 kilómetros por hora).
El 'Blower Bentley' se desarrolló en el taller del Bentley Boy Henry 'Tim' Birkin en 1929, utilizando un sobrealimentador desarrollado por Amherst Villiers, que iba montado sobre la parte delantera de un Bentley de 4½ litros. Con este compresor, aumentaba su potencia máxima hasta alcanzar 175 CV (130 kW). El primero de los cinco coches especiales de carreras de este tipo fue el Bentley Blower No.1 diseñado para lograr registros de velocidad en el circuito de Brooklands, cuyo motor rendía una potencia de 242 CV (180 kW). El Blower Bentley nunca ganó una carrera importante, pero estableció nuevos récords en la pista de Brooklands.
En 1930 compró al Ministerio del Aire uno de los biplanos Gloster IV que habían sido utilizado por la RAF High Speed Flight como máquinas de práctica para el Trofeo Schneider. Estaba planeando instalarle un motor Napier Lion sin sobrealimentación y eliminarle los flotadores para intentar batir el récord mundial de velocidad aérea, pero este proyecto no llegó a materializarse.
En 1936 desarrolló un motor aeronáutico de cuatro cilindros y 120/130 CV, el Amherst Villiers Maya I (nombrado así por su esposa). El motor fue probado por primera vez en un B.A. Eagle y luego en el propio Miles Whitney Straight de Villiers, pero no entró en producción. 
Durante la Segunda Guerra Mundial sirvió como piloto de ferry. 
Después de la guerra, se unió a la "fuga de cerebros" de científicos e ingenieros que se trasladaron a los Estados Unidos para trabajar en el programa espacial. Se convirtió en pintor de retratos en Nueva York, y sus retratos de sus amigos Ian Fleming y Graham Hill cuelgan en la National Portrait Gallery de Londres. En la primera novela de James Bond de Ian Fleming, Casino Royale, Bond conduce un Bentley de 4.5 litros equipado con el compresor Amherst Villiers.

## Vida personal
Charles Amherst Villiers se casó primero con Maya de Lisle Adam. Después de divorciarse, se casó con Juanita Lorraine Brown. La pareja tuvo dos hijos, Charles Churchill Villiers y Veronica Jane Villiers.
Amherst Villiers murió en 1991.